# GW instek
GOOD WILL INSTRUMENT CO., LTD. (Тайвань) — компания основана в 1975 году и в настоящее время обладает двумя заводами, расположенными на территории Тайваня и КНР, а также пятью представительскими офисами за пределами Тайваня — в США, Японии, Малайзии и два офиса в КНР. Компания является производителем лабораторных контрольно-измерительных приборов общего назначения под торговой маркой GW Instek. Средства измерений под маркой GW Instek продаются в более чем в 80 странах. Перечень производимых ею приборов составляет более 300 единиц и включает: аналоговые и цифровые осциллографы, анализаторы спектра, универсальные вольтметры, измерители RLC, источники питания, генераторы, частотомеры, измерители параметров безопасности электрооборудования и многие другие.

## История
- 1975: Основана компания GOOD WILL INSTRUMENT CO., LTD. Начался выпуск первого поколения цифровых мультиметров — GDM-8035.
- 1980: Запущено в серию первое поколение аналоговых осциллографов GOS-935/GOS-955
- 1983: Открыт филиал Kaoshiung.
- 1985: Открыт филиал Taichung.
- 1989: Открыто представительство в Малайзии — Good Will Southeast Asia.
- 1991: Открыто представительство в США — Instek America Corp.
- 1993: Производство на Тайване сертифицировано по ISO-9002
- 1998: Производство на Тайване сертифицировано по ISO-9001. В производство запущен первый DDS-генератор с полосой 30 МГц — SFG-830.
- 1999: Публичное размещение Good Will Instrument Co., Ltd. на бирже (Taiwan’s Over-The-Counter Security Exchange (OTC)).

## Продукция

### Осциллографы
- Аналоговые: серия GOS
- Цифро-аналоговые: серия GRS
- Цифровые: серия GDS-1000, GDS-1000A, GDS-2000, GDS-3000